# Заслужений майстер спорту Росії
Заслужений майстер спорту Росії — почесне спортивне звання, встановлене у 1992 році. Присуджується спортсменам, які зробили визначний внесок у досягнення російського спорту. Рішення про присвоєння та позбавлення звання приймається вищим органом з управління фізичною культурою і спортом Росії.
Положення про звання було прийняте 25 травня 1995 року. У січні 2007 року набуло чинності нове положення від 2006 року, яке згодом перетерпіло незначних змін та остаточно було затверджене у 2008 році, з набуттям чинності з лютого 2009 року.

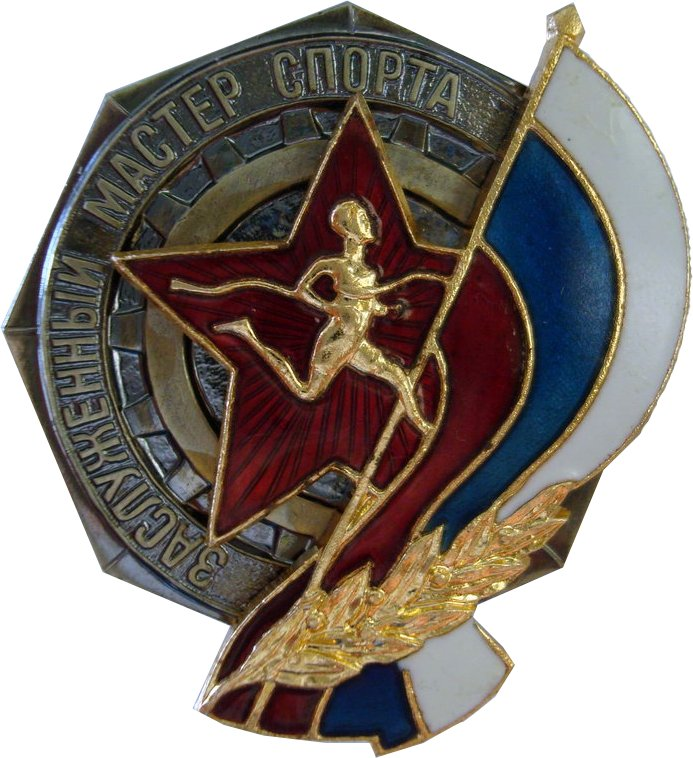
Знак, що вручався до 2007 року
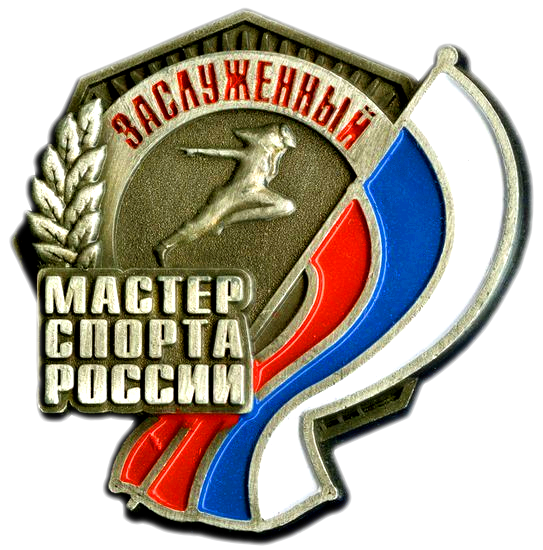
Знак, що вручається з 2007 року

## Умови присвоєння спортивного звання «заслужений майстер спорту Росії»

### Критерії

#### Положення 2008 року
На даний час звання присвоюється з видів спорту, що включені до Всеросійського реєстру видів спорту, за наступні досягнення:
- 1-3 місце на Олімпійських, Паралімпійських, Дефлімпійскіх іграх в індивідуальних або командних змаганнях чи змаганнях в командних ігрових видах спорту;
- 1-е місце на чемпіонаті світу, Кубку світу, чемпіонаті Європи або Кубку Європи за умови, що спортсмен набрав не менше 150 кваліфікаційних балів (у видах спорту, за якими не проводяться міжнародні змагання, необхідно набрати тільки кваліфікаційні бали);
- Як виняток — «за видатний внесок у підвищення авторитету Російської Федерації і російського спорту на міжнародному рівні, проявлені при цьому виняткову мужність і майстерність».

| | Статус змагання  | Дисципліни, включені до програми Ігор | Дисципліни, включені до програми Ігор | Дисципліни, включені до програми Ігор | Дисципліни, не включені до програми Ігор | Дисципліни, не включені до програми Ігор | Дисципліни, не включені до програми Ігор |
| 1-е місце | Статус змагання  | 2-е місце                             | 3-е місце                             | 1-е місце                             | 2-е місце                                | 3-е місце                                |                                          |
| --- | ---------------- | ------------------------------------- | ------------------------------------- | ------------------------------------- | ---------------------------------------- | ---------------------------------------- | ---------------------------------------- |
| Індивідуальні змагання (включаючи естафети, групи, пари, екіпажі тощо) та змагання в ігрових командних видах спорту | Чемпіонат світу  | 150                                   | 100                                   | 75                                    | 75                                       | 50                                       | 35                                       |
| Індивідуальні змагання (включаючи естафети, групи, пари, екіпажі тощо) та змагання в ігрових командних видах спорту | Кубок світу      | 100                                   | 75                                    | 50                                    | 50                                       | 35                                       | 25                                       |
| Індивідуальні змагання (включаючи естафети, групи, пари, екіпажі тощо) та змагання в ігрових командних видах спорту | Чемпіонат Європи | 75                                    | 50                                    | 35                                    | 35                                       | 25                                       | 20                                       |
| Індивідуальні змагання (включаючи естафети, групи, пари, екіпажі тощо) та змагання в ігрових командних видах спорту | Кубок Європи     | 50                                    | 35                                    | 25                                    | 25                                       | 20                                       | 15                                       |
| Індивідуальні змагання (включаючи естафети, групи, пари, екіпажі тощо) та змагання в ігрових командних видах спорту | Чемпіонат Росії  | 15                                    | —                                     | —                                     | 10                                       | —                                        | —                                        |
| Командні змагання | Чемпіонат світу  | 100                                   | 75                                    | 50                                    | 50                                       | 35                                       | 25                                       |
| Командні змагання | Кубок світу      | 75                                    | 50                                    | 35                                    | 35                                       | 25                                       | 20                                       |
| Командні змагання | Чемпіонат світу  | 50                                    | 35                                    | 25                                    | 25                                       | 20                                       | 15                                       |
| Командні змагання | Кубок Європи     | 35                                    | 25                                    | 15                                    | 20                                       | 15                                       | 10                                       |
| 1. 2. Кваліфікаційні бали за результати, показані на чемпіонатах чи Кубках світу, нараховуються, якщо в них брали участь (на усіх етапах) представники не менш ніж 35 країн (20 країн — для видів спорту, котрими займаються лише жінки; 15 країн — для зимових дисциплін) і при цьому в кожному виді програми змагалося не менше 10 спортсменів (пар, груп, екіпажів тощо), команд. Якщо у чемпіонаті чи Кубку світу брали участь представники меншої кількості країн, то кваліфікаційні бали за такі спортивні змагання нараховуються як за чемпіонат чи Кубок Європи, відповідно. Кваліфікаційні бали за результати, показані на чемпіонатах або Кубках Європи, нараховуються, якщо в них брали участь (на всіх етапах) представники не менше 20 країн (12 країн — для видів спорту, якими займаються тільки жінки; 10 країн — для зимових дисциплін) і при цьому в кожному виді програми змагалося не менше 10 спортсменів (пар, груп, екіпажів тощо), команд. |                  |                                       |                                       |                                       |                                          |                                          |                                          |

#### Положення 1995 року
Згідно з положенням 1995 року, звання надавалося за наступні здобутки.
- З видів спорту та дисциплін, включених до програми Олімпійських ігор:
  - в індивідуальних видах програми
    - переможцям та призерам Олімпійських ігор, переможцям чемпіонату світу або 2-кратним переможцям чемпіонату Європи;
    - за сукупністю результатів — спортсменам, які зайняли 2 рази 4-6 місця на Олімпійських іграх або дворазовим призерам чемпіонату світу, або триразовим призерам чемпіонату Європи, або дворазовим переможцям Кубка світу, або триразовим переможцям Кубка Європи;

  - в командних видах програми
    - переможцям і призерам Олімпійських ігор або чемпіонатів світу, або дворазовим переможцям та призерам чемпіонату Європи чи Кубка світу, або триразовим переможцям та призерам Кубка Європи чи Кубка європейських чемпіонів.
- З видів спорту та дисциплін, включених до ЄВСК та не включених до програми Олімпійських ігор:
  - в індивідуальних видах програми
    - абсолютним переможцям чемпіонату світу і Європи або дворазовим переможцям чемпіонату світу, або триразовим переможцям чемпіонату Європи;
    - за сукупністю результатів — переможцю та дворазовим призерам чемпіонату світу, або дворазовим переможцям та призерам чемпіонату Європи, або дворазовим переможцям Кубка світу і призерам чемпіонату світу, або триразовим переможцям Кубка Європи і призерам чемпіонату Європи;

  - в командних видах програми
    - триразовим переможцям чемпіонату світу або чотириразовим переможцям чемпіонату Європи, або триразовим переможцям Кубка світу і призерам чемпіонату світу, або триразовим переможцям Кубка Європи і дворазовим призерам чемпіонату Європи.
- Дворазовим переможцям Паралімпійських ігор або Всесвітніх ігор інвалідів, або триразовим переможцям чемпіонату світу, або чотириразовим переможцям чемпіонату Європи, або переможцям і дворазовим призерам Паралімпійських ігор або Всесвітніх ігор інвалідів, або дворазовим переможцям і дворазовим чемпіонату світу, або триразовим переможцям та призерам чемпіонату Європи дворазовим в індивідуальних або командних видах програми.
- З видів спорту, за якими не проводяться міжнародні змагання:
  - майстрам спорту — п'ятиразовим чемпіонам Росії, які «зробили великий внесок у розвиток і популяризацію виду спорту»;
  - «За високі спортивні досягнення і результати, що не мають аналогів у світовій спортивній практиці, і виявлену при цьому виняткову майстерність, мужність, стійкість для досягнення перемоги (космонавтика, надскладні переходи, пропливи тощо)»;
  - за два сходження на найвищі вершини світу (восьмитисячники) по надскладним маршрутами (VI категорії складності).

### Громадянство
Хоча згідно з положенням звання присвоюється громадянам Російської Федерації, у 2008 році було зроблено виняток: за перемогу в Кубку УЄФА 2007/2008 в числі гравців «Зеніту» (Санкт-Петербург) почесне звання отримав капітан команди Анатолій Тимощук, який не має російського громадянства — він є громадянином України і має звання «заслужений майстер спорту України» (2005). Інші футболісти «Зеніту», що не мали російського громадянства, звання не отримали.

Крім того, звання Заслуженого майстра спорту Росії неодноразово удостоювалися натуралізовані в Росії спортсмени.

У 2009 році з'явилася вимога, щоб досягнення були показані «у складі спортивної збірної команди Російської Федерації».

## Повторне присвоєння
У разі виконання нормативів у кількох видах спорту звання присвоюється в кожному виді спорту окремо.

## Позбавлення звання
В даний час підставою для позбавлення звання можуть стати:
- виявлення недостовірності представлених відомостей, необхідних для присвоєння почесного спортивного звання;
- дискваліфікація спортсмена за застосування заборонених у спорті засобів (допінгу) і/або методів;
- винесення вироку суду за умисний злочин, який набрав законної сили.

Згідно з положенням 1995 список підстав був ширше — в його формулюваннях було «порушення спортивної етики, режиму спортивної підготовки».